# الکساندر یگوروف
الکساندر ایلیچ یگوروف (روسی: Алекса́ндр Ильи́ч Его́ров) (زاده ۲۵ اکتبر، ۱۸۸۳ – درگذشت ۲۳ فوریه، ۱۹۳۹) افسر نظامی اهل اتحاد جماهیر شوروی و همچنین مارشال اتحاد جماهیر شوروی بود.
یگوروف از فرماندهان نظامی ارتش سرخ در جنگ داخلی روسیه بود که نقش به سزایی در شکست ارتش سفید در جنوب روسیه و اوکراین داشت. وی در سال ۱۹۳۱ به‌عنوان رئیس ستاد ارتش سرخ انتخاب شد.
یگوروف در جریان پاکسازی بزرگ افسران نیروهای ارتش شوروی به جرم خیانت دستگیر و اعدام شد.
وی در تاریخ ۱۴ مارس ۱۹۵۶ اعاده حیثیت شد.